# Scarus fuscopurpureus
Scarus fuscopurpureus е вид бодлоперка от семейство Scaridae. Видът не е застрашен от изчезване.

## Разпространение и местообитание
Разпространен е в Бахрейн, Джибути, Египет, Еритрея, Йемен, Израел, Йордания, Иран, Катар, Кувейт, Обединени арабски емирства, Оман, Саудитска Арабия, Сомалия и Судан.
Обитава пясъчните дъна на океани, морета, заливи и рифове. Среща се на дълбочина от 2 до 20 m, при температура на водата около 26,5 °C и соленост 36 ‰.

## Описание
На дължина достигат до 38 cm.